# Jeff Young
Jeff Young é um guitarrista estadunidense. Ele se formou no Musicians Institute em Hollywood em 1985 e ficou conhecido enquanto foi membro da banda Megadeth, aparecendo no álbum So Far, So Good... So What!, de 1988.

## Carreira
Jeff Young nasceu em Ann Arbor, Michigan, Estados Unidos, e foi morar em Hollywood, Califórnia, após terminar o ensino médio, para estudar no Musicians Institute. Após se formar em 1985, ele começou a dar aulas. O então guitarrista do Megadeth, Jay Reynolds, havia contratado Jeff como guitarrista de estúdio para gravar todos os seus solos no novo álbum, além de transcrever os solos antigos e ensiná-los a tempo da turnê que viria depois. Dave Mustaine, após ver Jeff tirar o solo de Chris Poland na música Wake Up Dead em menos de 30 minutos, decidiu mandar Jay Reynolds embora e colocar o próprio Jeff como guitarrista na banda.
Jeff entrou no Megadeth após todas as músicas do álbum So Far, So Good... So What! terem sido escritas, e compôs apenas cerca de metade dos solos de guitarra do álbum. Todo o seu tempo no Megadeth resumiu-se a gravar o álbum e sair em turnê de divulgação.
Suas preferências musicais, entretanto, eram mais comerciais do que o estilo agressivo do Megadeth. Tendo estudado música clássica desde os seis anos de idade, Jeff era conhecido por usar sua guitarra numa posição alta, próxima ao queixo (como muitos guitarristas de jazz) e por tocar quase parado, olhando fixamente para o instrumento, enquanto o resto da banda se movimentava ativamente pelo palco como as demais bandas de thrash metal da época. Além disso, Jeff não tinha o hábito de usar drogas, o que o distanciava dos outros membros da banda.
Jeff Young foi mandado embora por Dave Mustaine pouco antes do início da turnê australiana de 1988, que foi cancelada.

### Após o Megadeth
Após o Megadeth, Jeff passou a contribuir com a coluna Fingerprints da revista Guitar Magazine. Durante parte da década de 1990, Jeff retirou-se de sua carreira para lidar primeiramente com a morte de seu pai e em seguida com a morte de sua mãe, para então se dedicar a fundo ao estudo de música clássica, flamenco, jazz e outras vertentes. Em 1998 ele reapareceu com uma parceira musical brasileira, Badi Assad.
Jeff colaborou no álbum Chameleon de Badi Assad, co-escrevendo, arranjando e produzindo. A dupla abriu shows de Joe Cocker e Cassandra Wilson, entre outros.
Desde 2000, Jeff tem se dedicado ao seu primeiro lançamento solo, Equilibrium, enquanto luta contra um câncer testicular. Neste projeto, Jeff toca flamenco e clássico, com violões-aço de 6 e 12 cordas e guitarra. Ele conta com várias participações especiais, como Debby Holiday, Gilli Moon, Matt Chamberlain, Hillary Jones, Tony Franklin, Viviana Guzman e o brasileiro Lenine.